# Pelsertoren

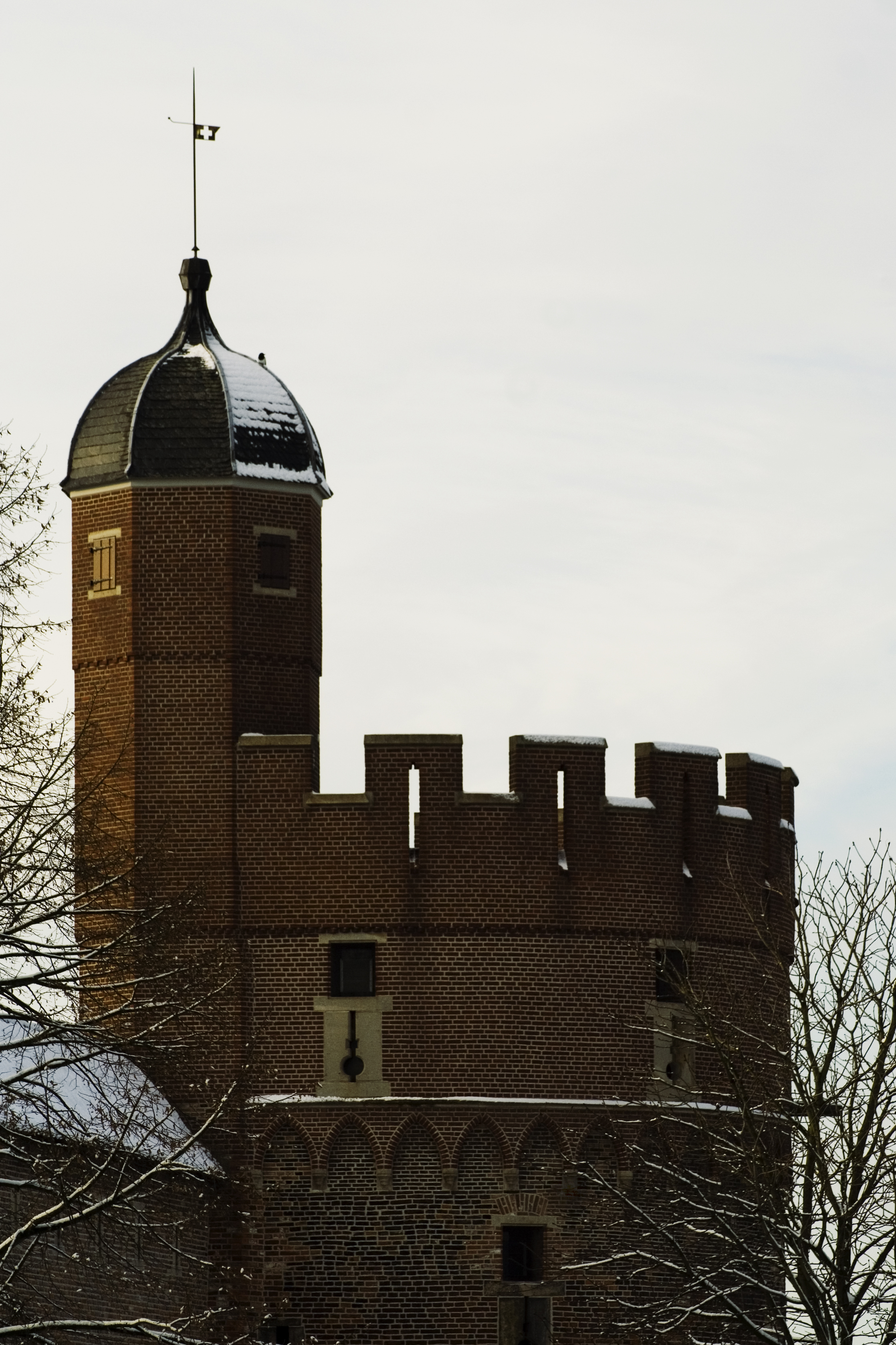
Pelsertoren 's winters bezien vanuit het noordoosten.

De Pelsertoren in de stadsmuur van Zwolle is een muurtoren en onderdeel van de stadsverdedigingswerken. De toren bevindt zich in het noordelijk deel van de binnenstad aan de straat Aan de Stadsmuur 83 (vroeger Waterstraat) en is gesitueerd ten oosten van de Steenpoort. De Pelsertoren (ca. 1475–1500) en het Pelserpoortje (17e eeuw) hebben de status van rijksmonument.
Het lijkt erop dat de naam "Pelsertoren" pas in de 20e eeuw is ontstaan; op de kadasterkaart van 1832 wordt hij beschreven als 'Vestingtoren' en tot minstens de jaren '40 werd in stukken steeds gewag gemaakt van "de toren bij het Pelserpoortje", waarna hij pas later vernoemd zou zijn. Ca. 1980 werd de Pelsertoren 'historiserend' gerestaureerd, dat wil zeggen, proberen om een monument in de oorspronkelijke staat te herstellen, zelfs als die oorspronkelijke staat nooit heeft bestaan. Architectenbureau Verlaan en Nijhof brak het destijds aanwezige schuine dak af en verving het door een ommuring met kantelen, schietgaten en een torentje op basis van historische tekeningen, maar of de toren er ooit zo heeft uitgezien, is niet met zekerheid te zeggen.
Vroeger bevond deze toren zich tussen de Koormakerstoren ten westen en de Diezerpoort (stadspoort) verder naar het oosten.
Poorten: Diezerpoort · Kamperpoort · Luttekepoort · Rode Toren · Sassenpoort · Steenpoort · Vispoort · Waterpoort

Bestaande torens: Pelsertoren · Wijndragerstoren · Zwanentoren